# Iophon gaussi
Iophon gaussi är en svampdjursart som beskrevs av Jörn Hentschel 1914. Iophon gaussi ingår i släktet Iophon och familjen Acarnidae. Inga underarter finns listade i Catalogue of Life.